# Robert Barker (pintor)
Robert Barker (Kells. 1739 - 1806) foi um pintor irlandês, litinerante cunhou o termo "panorama", do grego pan ("tudo") horama ("vista"), em 1792 para descrever suas pinturas de Edimburgo, Escócia.

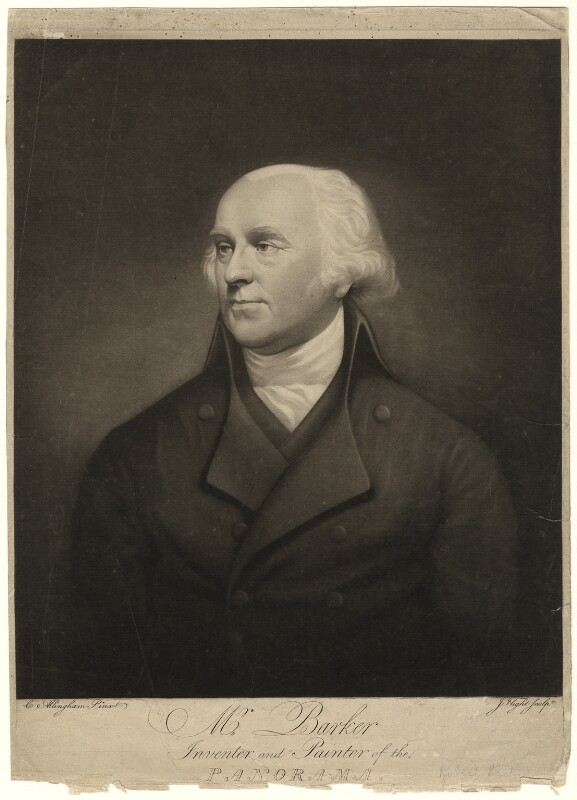
Robert Barkerby J. Flight, after Charles Allinghammezzotint, before 1806

## Biografia
Robert Barker nasceu em 1739 em Kells, uma cidade em Meath (Irlanda). Anos depois, ele se casou com uma das filhas do Dr.Aston de Dublin, com quem teve dois fil hos. O mais velho, Thomas Edward Barker, trabalhou com o pai e mais tarde, junto com Ramsay Richard Reinagle, começou uma competição de panorama no The Strand. O segundo filho, Henry Aston Barker, nasceu em Glasgow em 1774, seu pai lhe ensinou o mundo da arte e, mais tarde, frequentou a Royal Academy.
Robert Barker passou seus últimos dias em uma casa que ele tinha em Southwark, e lá morreu aos 67 anos, em 8 de abril de 1806.
Robert Barker, após fracassar na tentativa de estabelecer um negócio em Dublin, foi apresentado ao mundo da pintura. Desde o primeiro momento ele se interessou por retratos e miniaturas de pintura. No entanto, nenhum trabalho de seu trabalho como pintor em Dublin é conservado, pois, aparentemente, ele não teve muito sucesso durante esse período. Mais tarde, ele se estabeleceu em Edimburgo, quartel general das tropas britânicas na Escócia ocupada, e ensinava o emprego acurado da perspectiva.
O pintor e professor de desenho Robert Barker inventou acidentalmente o Panorama em 1785, na Inglaterra. Existem diversas versões para o surgimento de sua Ideia. A teoria mais aceita entre os pesquisadores é a de que Barker estava detido na prisão de Edimburgo, por falta de pagamento de suas dívidas, quando observou como a luz natural entrava por sua cela no porão da prisão. A intenção de utilizar a luz surgiu ao tentar ler uma carta que havia recebido. Colocou-se embaixo do estreito feixe e imaginou que poderia fazer o mesmo com suas telas, iluminando-as por cima. Ao ser liberto e andar pelas colinas da periferia de Edimburgo, Barker imaginou como seria apreender em um único desenho toda a beleza daquele lugar, e que tipo de sistema deveria ser criado para mostrá-lo, a fim de proporcionar a experiência daquele olhar.
A invenção estava pronta: o observador, o próprio Barker; o todo em um único, as colinas à sua volta em uma única pintura; a luz natural, incidindo por cima; e principalmente, a maneira de exibir a tela e o modo de olhar; Ao reunir todos estes elementos em um único sistema, Barker criou a Rotunda.
Em 17 de junho de 1787, Robert Barker patenteou o processo com o nome de la nature à coup d’oiel, do francês, tromper ("enganar") e l'oeil ("olho"), ou seja, enganar o olho. Uma maneira de pintar e desenhar que enganasse o olho, que proporcionasse uma ilusão óptica a quem os visse. Os planos bidimensionais ou objetos que fosse ser contemplados, não existiriam realmente, não seriam exatamente como estavam sendo representados. Algo como “a natureza vista de um relance”, pelo qual uma visita panorâmica podia ser representada, na perspectiva correta, em uma tela completamente circular.
Barker se viu obrigado a fazer um novo registro a fim de garantir a utilização da palavra em sua invenção, adicionando o termo Panorama, do pan grego ("tudo") horama ("visão") em sua patente original. Em conseqüência, toda e qualquer exposição de telas ou pinturas que contivessem a palavra 'Panorama', em toda a Inglaterra, deveriam ser submetidas à aprovação de Barker, e ao pagamento pela utilização de sua patente.
Além do Panóptico, inventado aproximadamente no mesmo período, existiram também outras bases artísticas e científicas surgidas anteriormente que contribuíram para a criação dos Panoramas. Principalmente, o aprimoramento das técnicas de representação gráfica e espacial na pintura e desenho: a perspectiva e o Trompe l'oeil.
Alguns anos antes de receber sua patente ele inventara um aparato para desenhar em perspectiva circular precisa; montado sobre um ponto fixo de uma moldura, o dispositivo podia girar e apresentar uma sucessão de vistas diversas, que, juntos, formavam um panorama. O trajeto que levou as pinturas circulares iniciara-se cerca de um ano antes, com seis águas-tintas que o filho de Barker, Henry Ashton, de 12 anos de idade, havia feito com o aparato no topo de Carlton Hill. Se a intenção de Barker era demonstrar o quão facilmente, de modo quase automático, seu sistema podia ser aplicado, com certeza ele conseguiu isso tomando seu filho como exemplo. As visões de que Henry teve da paisagem eram primeiro dispostas em uma tela semicircular e depois, segundo o método do pai, unidas com linhas curvas, para produzir um horizonte sem interrupções. Contudo, sem o apoio material e financeiro de um político e alto oficial militar, a nova técnica pictórica talvez nunca tivesse alcançado a prática. A ideia de Barker despertou o interesse de William Wemyss of Wemyss, lorde Elcho. O Guards Room e seu castelo em Holyrood serviu de estúdio para Barker. E foi lá que se fez seu primeiro panorama: uma vista de 180° de Edimburgo, com 21 metros de comprimento, que foi apresentada ao público no Archer’s Hall de Holyrood. Como estrategista militar e parlamentar comprometido, Wemyss estava obviamente interessado em uma nova técnica de representação perspectiva que fosse útil a levantamentos e planejamento dos militares. Assim, a estreia do panorama caracterizou-se por uma combinação de meios e história militares. Embora tenha encontrado seu caminho no mundo parcialmente através do interesse e do patronato militares, o panorama como instrumento móvel de planejamento militar foi um fracasso desde o início. Em 14 de março de 1789, sob a luz de velas, Barker expôs o panorama de Edimburgo no Haymarket. A resposta do público não foi entusiástica, mas o mundo artístico começou a prestar atenção ao potencial da nova técnica de visualização.
A primeira rotunda do mundo foi desenvolvida especialmente para comportar os Panoramas e foi inaugurada em Leicester Square, Londres, em 14 de maio de 1793.
A rotunda funcionou até 1864 e exibiu um total de 126 panoramas diferentes.
Os espaços com paisagens ilusionistas haviam usado vários tipos de Faux terrain desde a Renascença, mas os primeiros panoramas de Barker não parece ter recorrido a esse expediente.
Em 1793 ele moveu seus panoramas para o primeiro edifício construído especialmente para isso em Leicester Square, e fez fortuna.
Varias pessoas, por 3 xelins, tiveram a oportunidade de estar em uma plataforma central sob uma claraboia, que oferecia uma iluminação, e começava aí uma experiência “panorâmica”. O panorama de Barker foi bem bem sucedido e gerou uma série de panoramas “imersivos”. Na Europa, os panoramas criavam eventos de batalhas históricas, notáveis pelo pintor Franz Roubaud.
A maioria de cidades europeias principais possuíam uma estrutura para exibição do panorama. Estes grandes panoramas do fixo-círculo declinaram na popularidade no último terço do século XIX, embora nos Estados Unidos experimentassem um renascimento parcial; neste período, foram referidos mais geralmente como cycloramas.

## O panorama como negocio de mídia de massa
A patente de Barker cobria virtualmente todas as inovações que ainda determinam a construção do panorama nos dias de hoje. O panorama foi situado na esfera pública, e esse fato, vinculou a temas selecionados de acordo com critérios econômicos e com o modo de produção industrial e internacional. Juntos, esses delimitadores conferiram ao fenômeno de espaços de ilusão uma qualidade nova. Assim mesmo, suas origens na história da arte permanecem nos espaços de ilusão de 360°. Embora existam algumas controvérsias de como os Panoramas eram desenhados em um primeiro momento, é possível deduzir que as primeiras experiências feitas por Barker foram meramente baseadas na observação, sem nenhum auxílio de equipamentos ópticos, mesmo já existindo e sendo utilizados por alguns pintores.
Seu terceiro Panorama, o segundo realizado em 360 graus, a partir da cobertura de uma fábrica de farinha em Londres, foi um extraordinário sucesso. É com este Panorama, que a distribuição de ilusões a um público em massa era uma ideia surpreendentemente moderna, usar o panorama como instrumento de educação para aguçar seu amplo apelo e seu poder sugestivo na direção da propaganda em massa. No entanto, essa ideia ocorreu sim, aos líderes militares da França e da Inglaterra. O Almirante Nelson, cuja participação na batalha naval de Aboukir foi tema de um dos panoramas de Barker em 1799, tinha plena consciência do impacto desse meio. Barker escreveu:
“ Eu fui apresentado... a Lord Nelson, que me conduziu pela mão, dizendo que estava em dívida comigo por eu ter conservado a fama de sua vitória na batalha do Nilo por um ano a mais do que teria durado na estima do público em outras circunstâncias “
Na Europa e na América do Norte, a história do panorama como fenômeno de massa coincide quase exatamente com o século XIX. Em particular nas metrópoles da França e da Inglaterra, a invenção de Barker ganhou, com muita rapidez, o favoritismo como meio para arte, educação, por propaganda política e diversão. Pouco tempo depois da patente conferida a Barker, os panoramas estavam sendo produzidos em massa, em Paris e em Londres, em apenas alguns meses. Isso somente se tornou possível pela introdução de processos tecnicamente racionalizados e de métodos de desindividualização da pintura em tela - em resumo, pelos métodos da produção industrial orientada ao lucro. Já em 1798, a produção de Panoramas em Londres era tão bem organizada que Robert Barker podia expor várias novas pinturas a cada ano. Robert Barker deixa de lado a sua carreira artística, e se consolida mais como um empresário, o administrador da empresa e do negócio Panorama. E seu filho Henri Barker, se torna o grande panoramista. Depois da vista circular de Londres, quando o Panorama se torna efetivamente uma empresa e conta com o apoio de investidores, vislumbrando a criação da forma de espetáculo e grande oportunidade de lucro, possivelmente, Henri Baker pôde ter acesso aos equipamentos ópticos, que certamente em muito o auxiliaram na representação de seus Panoramas. Posteriormente, a técnica e a utilização desses equipamentos se consolidam e passam também a ser utilizados por novos panoramistas.

## Principais contribuições de Robert Barker
Para o próprio inventor do Panorama e de seu sistema, o artista irlândes Robert Barker: 
“A patente do panorama foi baseada essencialmente na sistemática combinação entre arte e tecnologia”. 
A principal contribuição do estudo dos Panoramas à Arquitetura e ao Urbanismo é a reflexão espacial. Os Panoramas eram muito mais do que edifícios simuladores, eram ambientes criados para oferecer aos seus visitantes uma experiência espacial. A experiência de estar e sentir um lugar, sem precisar verdadeiramente e fisicamente estar nele. Conhecer uma cidade importante, visitar um lugar exótico, ou presenciar um momento histórico, político ou religioso, através do desenvolvimento e da perfeita coordenação dos elementos dispostos na rotunda. Além do tema espacial, o estudo dos Panoramas também contribui para o debate da principal ferramenta de arquitetos e urbanistas: a representação gráfica e o que se pode pensar sobre ela. As maneiras, as ferramentas e as técnicas de desenhar, logicamente, também evoluíram e vem se modificando ao longo da História. Não cabe aqui enumerá-las, mas sim citar três momentos importantes e distintos por suas realizações: o Renascimento; os próprios panoramas; e o surgimento da gráfica digital.

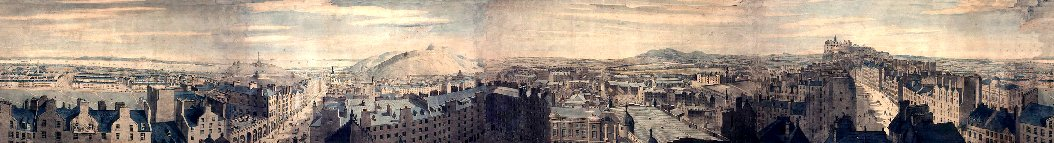
Um dos panoramas de Robert Barker
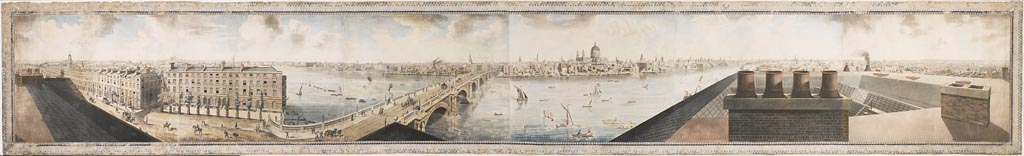
O panorama de Londres